# Orocovis
Orocovis è una città di Porto Rico situata nella regione centrale dell'isola. L'area comunale confina a nord-ovest con Ciales, a nord con Morovis e Corozal, a est con Barranquitas, a sud con Coamo e Villalba e a sud-ovest con Juana Díaz e Jayuya. Il comune, che fu fondato nel 1772, oggi conta una popolazione di quasi 25 000 abitanti ed è suddiviso in 16 circoscrizioni (barrios).